# Konfrontacja Sztuk Walki
Konfrontacja Sztuk Walki（コンフロンタチャ・シュトゥク・ヴァルキ）は、ポーランドの総合格闘技団体。2004年にワルシャワの「ホテル・マリオット」支配人のマルチン・レヴァンドフスキとスポーツプロモーターのマチェイ・カヴルスキによって創設。NJSACB制定のユニファイドルールに準拠。略称は、KSW。
当初は無差別級のワンデートーナメントを開催していたが、2007年の「KSW 8」より体重制限を設け、2009年には王座の認定を開始。2009年12月11日にポルサットで生中継された「KSW 12」は視聴者数650万人を記録し、当時のポーランド国内のスポーツ中継史上2位を記録。王座の変遷については「KSW王者一覧」を参照。